# Witbaardberghoningkruiper
De witbaardberghoningkruiper (Diglossa mystacalis) is een zangvogel uit de familie Thraupidae (tangaren).

## Verspreiding en leefgebied
Deze soort telt 4 ondersoorten:
- D. m. unicincta: noordelijk en het noordelijke deel van Centraal-Peru.
- D. m. pectoralis: centraal Peru.
- D. m. albilinea: zuidoostelijk Peru.
- D. m. mystacalis: westelijk Bolivia.